# Rivière de Noyalo
La rivière de Noyalo est un cours d'eau du département du Morbihan. Le Liziec devient rivière de Noyalo au niveau de Saint-Léonard (Theix-Noyalo) et en constitue l'estuaire.

## Toponymie
La rivière de Noyalo, possède la particularité de changer de nom au long de son cours. À sa source, elle s'appelle Liziec puis Condat, enfin rivière de Noyalo.

## Écologie
La rivière de Noyalo s'inscrit dans le site Natura 2000 du golfe du Morbihan (ZSC : FR5300029 et ZPS : FR5310086).

## Parcours
La rivière de Noyalo prend sa source sur la commune de Elven. Les communes traversées sont Elven, Treffléan, Saint-Nolff, Monterblanc, Saint-Avé, Vannes, Theix-Noyalo, Saint-Armel, Le Hézo et Séné.
La rive droite de la rivière baigne la réserve naturelle nationale des marais de Séné.
On compte deux abris propices au mouillage : Port blanc à Noyalo et le Passage-la Garenne, ce dernier étant partagé par les communes de Saint Armel et Séné.

### Embouchure
La rivière de Noyalo se jette dans le golfe du Morbihan au niveau du passage Saint-Armel, entre les communes de Séné et de Saint-Armel. Un bac pour piétons assure la liaison entre les deux communes l'été.

### Bassins versants
Deux bassins versants alimentent la rivière de Noyalo :
- le Liziec (70 km2) est une rivière se situant en amont de l'estuaire ;
- le Plessis est une rivière de la rive gauche du cours maritime. Elle se déverse dans l'estuaire après la retenue de Noyalo[3].

## Éléments remarquables
- Réserve naturelle nationale des marais de Séné
- Passage Saint-Armel

## Protection
L'arrêté  2006/44 du 6 juillet 2006, émis par le préfet maritime de l'Atlantique, interdit toute navigation en amont d’une ligne droite, joignant le clocher de Séné sur la rive droite à l’extrémité de la cale de Noyalo sur la rive gauche et en aval de la route départementale D 779 bis.